# Йохан фон Хунолщайн
Йохан фон Хунолщайн (на немски: Johann/Johannes Vogt fon Hunolstein; † 27 октомври 1328) е наследствен господар и фогт на замък Хунолщайн в Морбах в Хунсрюк (Рейнланд-Пфалц).

## Произход и наследство
Той е син на фогт Николаус II фон Хунолщайн († 1315) и съпругата му Беатрикс (Биеле) фон Хаген († сл. 1319), дъщеря на Теодерих фон Хаген († 1274) и Мехтилд фон Мандершайд († 1296), дъщеря на Вилхелм II фон Мандершайд † сл. 1270) и Гертруд фон Вирнебург. Внук е на фогт Николаус I фон Хунолщайн, фогт фон Винтрих († сл. 1247). Брат е на Хилдегард фон Хунолщайн († 1306), омъжена за вилдграф Конрад IV фон Даун-Грумбах († сл. 1309)
През средата на 13 век родът се разделя на две главни линии, „стара и млада линия“. Старата линия е основана от фогт Николаус I фон Хунолщайн През 1280 г. Хунолщайн е даден на Трир. През 1296 г. граф Йохан фон Залм продава замък Хунолщайн, без да се интересува от правата на главните господари от Трир, на Николаус II фогт фон Хунолщайн. Това води до дългогодишни спорове. Фогтите фон Хунолщайн започват да се наричат също „господари на Хунолщайн“. Те успяват да си осигурят наследствено право. Старата династична линия на наследствените „фогтове фон Хунолщайн“ измира през 1488 г. и тяхната собственост е взета от архиепископите на Трир.

## Фамилия
Йохан фон Хунолщайн се жени пр. 1300 г. за Елизабет фон Бланкенхайм († 15 януари 1324), дъщеря на Герхард V фон Бланкенхайм († 1309) и Ирмгард дьо Дюрбюи († сл. 1308). Те имат шест деца:
- Герхард фон Хунолщайн († сл. 1371), женен за Беатрикс фон Шлайден († сл. 1359)
- Йохан фон Хунолщайн
- Фридрих фон Хунолщайн († сл. 1347)
- Николаус IV фон Хунолщайн († 6 януари 1387), фогт на Хунолщайн, женен пр. 21 септември 1373 г. за рауграфиня Елизабет фон Нойенбаумберг (* пр. 1373; † сл. 1407)
- Катарина фон Хунолщайн († 11 октомври 1363), омъжена сл. 1331 г. за Арнолд фон Зирсберг-Дилинген († 6 юни 1345), син на Йохан фон Зирсберг († 1319)
- Хайнрих фон Хунолщайн